# Юньнаньское нагорье
Юньна́ньское наго́рье — нагорье на юге Китая, западная, более приподнятая часть Юньнань-Гуйчжоуского нагорья. Занимает большую часть провинции Юньнань, на севере ограничено долиной реки Янцзы. К Юньнаньскому нагорью обычно относят также южные хребты Сино-Тибетских гор, протягивающиеся субмеридионально до границы Китая с Лаосом, Вьетнамом и Мьянмой (на территории последней нагорье продолжается под названием Шанское нагорье).
Юньнаньское нагорье сложено древними кристаллическими и метаморфическими породами, перекрытыми на значительном протяжении известняками мезозоя. Восточная и центральная части нагорья расположены на высоте 1800—2000 м; горные хребты на западе поднимаются до высоты 3000-4000 м. На востоке преобладают слаборасчленённые плато, широко развит карст. На западе глубина расчленения увеличивается. Основные реки: Меконг, Салуин, Хонгха, местами протекают в ущельях глубиной до 1—2 км. Горные озёра — Дяньчи, Фусяньху, Эрхай. Имеются месторождения олова и фосфоритов. Характерна высокая сейсмичность.
Климат субтропический, муссонный. Годовая сумма осадков на большей части нагорья составляет 1000—1500 мм, на наветренных склонах гор — свыше 2000 мм. Максимум осадков приходится на летний период. Межгорные котловины засушливы, поля здесь нуждаются в искусственном орошении. Из почв преобладают краснозёмы и желтозёмы (в горах обычно оподзоленные).
В горах преобладают тропические леса, которые сменяются кверху субтропическими лесами и лугами. На выровненных участках нагорья выращивают рис, чай, фрукты и цитрусовые. Вырубка лесов и смыв почв вызвали в ряде районов распространение вторичных лесных формаций (редколесий и саванновых редкостойных лесов).